# Пьотър Челишчев
Пьотър Иванович Челишчев (на руски: Пётр Иванович Челищев) е руски писател, роден на 14 август 1745 в Смоленска губерния.
Получава образование в гимназията на Московския университет и на 1 януари 1762 г. е назначен като паж в Пажския корпус, където остава повече от четири години. Продължава образованието си в Лайпцигския университет от 1766 до 1770 г. Автор е на „Путешествие по северу России в 1791 г.“, издадено през 1886 и 1889 г. Челишчев е смятан за сътрудник на А. Радишчев в съставянето на известната му книга „Пътуване от Санкт Петербург до Москва“.

## Творчески приноси
- „Писма до Руската академия“ – Санкт Петербург, 1793